# يوكاكو

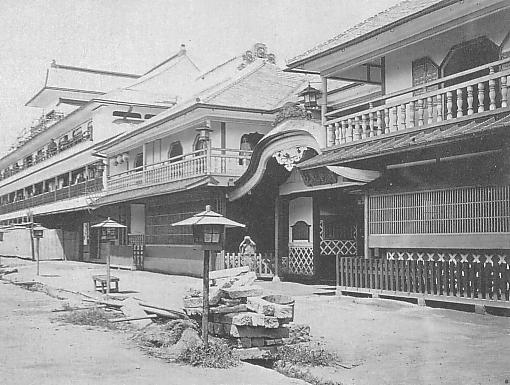
يوكاكو في طوكيو، 1872

يوكاكو (遊廓) يعني مناطق في اليابان توجد بها بيوت الدعارة المعترف بها من قبل الحكومة.  من الناحية النظرية، كانت الدعارة قانونية فقط في منطقة يوكاكو، ولكن هناك بعض الأماكن التي تم فيها توفير الدعارة بطريقة غير مشروعة (على سبيل المثال أوكاباشو Okabasho 岡場所).
في يناير 1946، أصدر القائد الأعلى لقوات التحالف دوغلاس مكآرثر أمرا وطنيا لإلغاء نظام الدعارة المرخص له في اليابان، واضطرت بموجبه بيوت الدعارة في اليوكاكو بتغيير اسمها إلى مقاهي カフェ ( أو مطاعم ريوتاي 料亭 (りょてい)، والتي حولت مناطق اليوكاكو إلى مناطق يطلق عليها اسم أكاسن (Akasen (赤線.
بعد قانون مكافحة البغاء ( 売春防止法 baishun bōshi hō) في عام 1956، أصبحت الدعارة محظورة في اليابان، واختفت مناطق اليوكاكو الرسمية، ولكن الدعارة غير القانونية استمرت إلى يومنا هذا.